# Megathous nigerrimus
Megathous nigerrimus là một loài bọ cánh cứng trong họ Elateridae. Loài này được Desbrochers des Loges miêu tả khoa học năm 1869.